# والری فرناندز
والری فرناندز (انگلیسی: Valery Fernández؛ زادهٔ ۲۳ نوامبر ۱۹۹۹) بازیکن فوتبال اهل اسپانیا است.
از باشگاه‌هایی که در آن بازی کرده‌است می‌توان به باشگاه فوتبال بارسلونا اشاره کرد.